# Балагеро, Жауме
Жа́уме Балагеро́-и-Берна́т (кат. Jaume Balagueró i Bernat  [ˈʒawmə bələɣəˈɾo i bəɾˈnat]; род. 2 ноября 1968 года, Лерида, Испания) — испанский кинорежиссёр, кинокритик, сценарист, широко известный своими работами в жанре ужасов. По уровню известности среди испанских режиссёров, специализирующихся на фильмах ужасов, он разделяет одно место с Алехандро Аменабаром.

## Ранние годы
Жауме Балагеро родился в каталонском городе Лерида. В раннем возрасте вместе со своей семьёй он переехал жить в Барселону, где и провёл все своё детство и юность. В местном университете он изучал коммуникации, а чуть позже начал изучать и операторское искусство под руководством аргентинского режиссёра Эктора Фавера. В 1991 году ему была присвоена степень магистра по специальности «Коммуникационные науки». В 1991—1992 годах он работал журналистом в нескольких киножурналах, в том числе в качестве редактора и члена редколлегии журнала «Киношок», специализирующегося на направлении тёмного кино и альтернативной культуры. В период с 1992 по 1995 год Балагеро работал киножурналистом и радиоведущим в передаче «La espuma de los días» на радио Hospitalet, где стал признанным кинокритиком.

## Карьера
Первые шаги в качестве режиссёра сняв два короткометражных фильма — Бубонный ребёнок (1991) и Изобретение молока (1993). Первый же успех пришёл к нему после съёмки на 35-мм плёнку короткометражного сюрреалистического фильма Алиса (1994), к которому он также написал сценарий. Критики высоко оценили впечатляющую и пугающую атмосферу и сюжетную реализацию фильма, сравнили творение режиссёра с работами Дэвида Кроненберга и Дэвида Линча. В результате фильм выиграл приз в номинации «Лучший короткометражный фильм» на кинофестивале в Ситжесе. Следующей его работой стала короткометражка Дни без света (1995), которая была так же успешна на кинофестивалях, как и предыдущий фильм, и выпущена на DVD в Германии и Испании. В 1996 году Жауме написал сценарий и срежиссировал двенадцатый эпизод сериала «Serie Nova Ficció, La Ciutat de la Sort», который транслировался на местном каталонском телеканале TV3.
Дебют Жауме в качестве режиссёра полнометражных фильмов состоялся в 1999 году с появлением в прокате фильма Без имени. Снятый по мотивам романа Рэмси Кэмпбелла, фильм выиграл несколько наград на международных кинофестивалях, включая награду в номинации «Лучший фильм» на кинофестивале Fant-Asia. Спустя три года он срежиссировал Тьму, который в настоящее время рассматривается как один из культовых фильмов ужасов жанра. Этот фильм стал первой англоязычной работой Жауме и был замечен людьми из киностудии Miramax Films, которая выпустила его сильно урезанную версию в прокат на территории США в декабре 2004 года. В 2005 году увидел свет третий фильм режиссёра, посвящённый истории о призраках, Хрупкость, в котором снялись в главных ролях Калиста Флокхарт и Ричард Роксбург. В 2002 году он выступил в качестве сорежиссёра документального фильма о рок-музыке Забудьте все. Фильм, ради съёмок которого он сопровождал в течение нескольких недель молодых музыкантов в их турне.
В 2006 году Балагеро принимал участие в телепроекте «Películas para no dormir» («Фильмы, которые не дадут вам уснуть»). Новая версия сериала в жанре ужасов Нарсисо Ибаньеса Серрадора «Historias Para No Dormir» (также известного как «Истории, которые не дадут вам уснуть»; транслировался в 1966-67 годах, на короткое время был воскрешён в 1982 году) состояла из шести тематических серий, снятых несколькими выдающимися режиссёрами, специализирующимися на фильмах в этом жанре, родом из Каталонии и других провинций Испании, включая Алекса де ла Иглесию и Матео Хиля. В начале 2007 года Жауме Балагеро начал работу над своим четвёртым театральным фильмом Репортаж, сюжет которого написан в духе работ известного режиссёра Джорджа Ромеро, но с изюминкой другого режиссёра, Хидэо Наката, на которого в своём творчестве ориентируется Балагеро; японский режиссёр считает, что в жанре ужасов образ героини гораздо более сложен и интересен в плане реализации, ведь её чувства загадочнее, чем у мужчины, исполняющего главную роль. Жауме также срежиссировал триллер Крепкий сон, в главной роли в котором снялся Луис Тосар. Известно, что Балагеро написал сценарий для Репортажа 3 и является режиссёром ожидаемого Репортажа 4, приквела франшизы, которая, возможно, приведёт к реальному перерождению жанра фильмов про зомби, которого зрители ждут уже не первый год.

## Фильмография
| Год  | Русское название                                | Оригинальное название                   | Роль                                              | Примечания                                                                   |
| ---- | ----------------------------------------------- | --------------------------------------- | ------------------------------------------------- | ---------------------------------------------------------------------------- |
| 1991 | Бубонный ребёнок                                | El niño bubónico                        |                                                   | короткометражный фильм; режиссёр                                             |
| 1993 | Изобретение молока                              | La invención de la leche                |                                                   | короткометражный фильм; режиссёр                                             |
| 1994 | Алиса                                           | Alicia                                  |                                                   | короткометражный фильм; режиссёр, сценарист                                  |
| 1995 | Дни без света                                   | Días sin luz                            |                                                   | короткометражный фильм; режиссёр, сценарист                                  |
| 1996 | Доктор Курри                                    | Dr. Curry                               | святой отец                                       | короткометражный фильм; актёр                                                |
| 1999 | Без имени                                       | Los sin nombre                          |                                                   | режиссёр, сценарист, продюсер                                                |
| 2002 | Забудьте все. Фильм                             | O. T. La película                       |                                                   | режиссёр (совместно с Пако Пласа)                                            |
| 2002 | Тьма                                            | Darkness                                |                                                   | режиссёр, сценарист                                                          |
| 2005 | Хрупкость                                       | Frágiles                                |                                                   | режиссёр, сценарист                                                          |
| 2006 | 50 наград святого Хорди в области кинематографа | 50 premios Sant Jordi de cinematografía | телевизионный фильм; играет самого себя — ведущий | актёр                                                                        |
| 2007 | Репортаж                                        | [Rec]                                   |                                                   | режиссёр (совместно с Пако Пласа), сценарист (совместно с Пако Пласа)        |
| 2007 | Гримёр среди монстров                           | Maquillando entre monstruos             | телевизионный фильм; играет самого себя           | актёр                                                                        |
| 2008 | Cinemacat.cat                                   | Cinemacat.cat                           | играет самого себя                                | актёр                                                                        |
| 2008 | Карантин                                        | Quarantine                              |                                                   | сценарист                                                                    |
| 2009 | Репортаж из преисподней                         | REC 2                                   | зомби                                             | режиссёр (совместно с Пако Пласа), сценарист (совместно с Пако Пласа), актёр |
| 2009 | Очень испанское кино                            | Spanish Movie                           | пожарный                                          | актёр                                                                        |
| 2010 | Страх                                           | Miedo                                   |                                                   | короткометражный фильм; режиссёр, сценарист                                  |
| 2010 | Карантин 2: Терминал                            | Quarantine 2: Terminal                  |                                                   | сценарист                                                                    |
| 2011 | Крепкий сон                                     | Mientras duermes                        |                                                   | режиссёр                                                                     |
| 2012 | Репортаж: Генезис                               | REC 3: Génesis                          |                                                   | продюсер, сценарист                                                          |
| 2013 | Репортаж: Апокалипсис                           | REC 4: Apocalipsis                      |                                                   | режиссёр, сценарист                                                          |
| 2017 | Тайна седьмой музы                              | Muse                                    |                                                   | режиссёр, сценарист                                                          |
| 2021 | Гениальное ограбление                           | Vault                                   |                                                   | режиссёр                                                                     |
| 2022 | Венера                                          | Venus                                   |                                                   | режиссёр                                                                     |

| Год  | Русское название                    | Оригинальное название    | Роль                            | Примечания                                                                              |
| ---- | ----------------------------------- | ------------------------ | ------------------------------- | --------------------------------------------------------------------------------------- |
| 1984 | Три кинотеатра                      | Cinema 3                 | играет самого себя              | актёр                                                                                   |
| 1991 | Дни кино                            | Días de cine             | играет самого себя              | актёр                                                                                   |
| 1996 | Бешеные псы                         | Caiga quien caiga        | играет самого себя              | актёр                                                                                   |
| 1998 | Испанская версия                    | Versión española         | играет самого себя              | актёр                                                                                   |
| 2004 | Взгляд 2                            | Miradas 2                | играет самого себя              | актёр                                                                                   |
| 2005 | Хороший источник                    | Buenafuente              | играет самого себя              | актёр                                                                                   |
| 2005 | Во второй половине дня              | La tarda                 | играет самого себя              | актёр                                                                                   |
| 2006 | Фильмы, которые не дадут вам уснуть | Películas para no dormir |                                 | телевизионный фильм — эпизод "«Адский дом» («Para entrar a vivir»); режиссёр, сценарист |
| 2007 | Вторая страница                     | Página 2                 | играет самого себя              | актёр                                                                                   |
| 2008 | Краков                              | Crackòvia                | играет самого себя              | актёр                                                                                   |
| 2009 | Пятница                             | Divendres                | играет самого себя              | актёр                                                                                   |
| 2011 | Актрисы                             | Actrices                 | мини-сериал; играет самого себя | актёр                                                                                   |

## Награды и номинации
| Год  | Премия                                                   | Номинация | Номинированная работа | Результат |
| ---- | -------------------------------------------------------- | --- | --------------------- | --------- |
| 1994 | Кинофестиваль в Ситжесе                                  | Лучший короткометражный фильм | Алиса                 | Победа    |
| 1998 | Шведский кинофестиваль фантастических фильмов            | Приз зрительских симпатий за лучший короткометражный фильм | Дни без света         | Победа    |
| 2000 | Брюссельский кинофестиваль фантастических фильмов        | Золотой Ворон в категории «Лучший фильм» | Без имени             | Победа    |
| 2000 | Butaca Awards                                            | Лучший каталонский фильм | Без имени             | Номинация |
| 2000 | Кинофестиваль Fant-Asia                                  | Лучший иностранный фильм | Без имени             | Победа    |
| 2000 | Кинофестиваль Fantafestival                              | Лучший фильм | Без имени             | Победа    |
| 2000 | Кинофестиваль «Фанташпорту»                              | Лучшая режиссура и признание критиков | Без имени             | Номинация |
| 2000 | Кинофестиваль в Жерармере                                | Награда Ciné-Live, Гран-при молодёжного жюри, приз международной критики и специальный приз жюри                                                                                    | Без имени             | Победа    |
| 2000 | Международный фестиваль фантастических фильмов в Пучхоне | Специальный приз жюри | Без имени             | Победа    |
| 2000 | Кинофестиваль в Ситжесе                                  | Лучший фильм | Без имени             | Номинация |
| 2000 | Кинофестиваль в Ситжесе                                  | Серебряный и Золотой гран-при за лучший европейский фантастический фильм (англ. Grand Prize of European Fantasy Film in Silver, англ. Grand Prize of European Fantasy Film in Gold) | Без имени             | Победа    |
| 2002 | Кинофестиваль в Ситжесе                                  | Лучший фильм | Тьма                  | Номинация |
| 2003 | Кинофестиваль «Фанташпорту»                              | Лучший фильм | Тьма                  | Победа    |
| 2007 | Кинофестиваль в Ситжесе                                  | Лучшая режиссура, приз зрительских симпатий, Серебряный гран-при кинофестиваля (англ. Grand Prize of European Fantasy Film in Silver), гран-при кинокритика Хосе Луиса Гварнера     | Репортаж              | Победа    |
| 2008 | Фестиваль фантастических фильмов в Амстердаме            | Награда Silver Scream | Репортаж              | Победа    |
| 2008 | Европейская киноакадемия                                 | Приз зрительских симпатий | Репортаж              | Номинация |
| 2008 | Кинофестиваль Fant-Asia                                  | Премия Ground-Breaker в категории лучший фантастический фильм Европы, Северной и Южной Америки (второе место)                                                                       | Репортаж              | Победа    |
| 2008 | Кинофестиваль «Фанташпорту»                              | Лучший фильм и приз зрительских симпатий | Репортаж              | Победа    |
| 2008 | Кинофестиваль в Жерармере                                | Специальный приз жюри, приз зрительских симпатий и Гран-при молодёжного жюри | Репортаж              | Победа    |